# Regiones di 101955 Bennu
Segue una lista delle regiones presenti sulla superficie di 101955 Bennu. La nomenclatura di 101955 Bennu è regolata dall'Unione Astronomica Internazionale; la lista contiene solo formazioni esogeologiche ufficialmente riconosciute da tale istituzione.
Le regiones di Bennu portano i nomi di creature volatili e luoghi ad esse associati nei miti di vari culture.
Sono tutte state identificate durante la missione della sonda OSIRIS-REx, l'unica ad avere finora raggiunto Ryugu.

## Prospetto
| Regio         | Eponimo                                             | Latitudine | Longitudine | Diametro |
| ------------- | --------------------------------------------------- | ---------- | ----------- | -------- |
| Tlanuwa Regio | Tlanuwa - Uccelli giganti della mitologia Cherokee. | n.d.       | n.d.        | n.d.     |